# 富士見台 (練馬区)
富士見台（ふじみだい）は、東京都練馬区の町名。現行行政地名は富士見台一丁目から富士見台四丁目。住居表示実施済み区域である。

## 地理
練馬区の南部に位置する。町域北部を高野台、南部を中野区上鷺宮・杉並区井草、西部を高野台（東北部）・南田中、東部を貫井と接する。貫井三丁目の富士見台との境界付近に西武池袋線富士見台駅がある。また、貫井三丁目にある西武池袋線富士見台駅周辺（貫井一・三丁目、中野区上鷺宮三・四丁目あたり）も、富士見台駅の至近かつ商店街が連続して設置されている為、案内情報から富士見台地域と認識されることがある。

### 河川
- 石神井川

### 地価
住宅地の地価は、2025年（令和7年）1月1日の公示地価によれば、富士見台2-38-14の地点で43万5000円/m2、富士見台3-62-14の地点で47万3000円/m2となっている。

## 歴史
旧武蔵国豊島郡石神井村谷原在家（やわらざいけ）、後の谷原村（やわらむら）。
1889年（明治22年）、谷原村は町村制施行により石神井村大字谷原（やわら）となる。1932年（昭和7年）、東京市編入に伴い板橋区石神井谷原町（しゃくじいやわらちょう）一丁目および二丁目となる。1947年（昭和22年）、板橋区から練馬区が分区したことにともない練馬区石神井谷原町一・二丁目となり、1949年（昭和24年）1月1日に冠称を外して練馬区谷原町（やわらちょう）一・二丁目となった。
1964年（昭和39年）11月1日の当地区の住居表示実施に際し、谷原町一丁目のほぼ全域に谷原町二丁目と南田中町のそれぞれ一部を編入して境界変更を行い、現行の富士見台一丁目から四丁目までが成立した。谷原町二丁目の残りの部分は、目白通りの北側が谷原（やはら）、南側が高野台となった、
かつて、下賜された高松宮の住居を移転利用した結核療養所（富士見丘静風荘診療所、のち静風荘病院・1937年－1985年）があった。また昭和の末期頃に石神井川沿いの低地には富士見園という釣り堀があったが、現在は集合住宅や駐車場となっている。

### 地名の由来
町名は駅名に由来する。ただし、住居表示実施以前からすでに富士見台駅南側地区を富士見台と俗称していた。

## 世帯数と人口
2025年（令和7年）4月1日現在（練馬区発表）の世帯数と人口は以下の通りである。
| 丁目           | 世帯数    | 人口     |
| -------------- | --------- | -------- |
| 富士見台一丁目 | 1,566世帯 | 3,115人  |
| 富士見台二丁目 | 2,379世帯 | 4,151人  |
| 富士見台三丁目 | 2,331世帯 | 4,274人  |
| 富士見台四丁目 | 1,903世帯 | 4,074人  |
| 計             | 8,179世帯 | 15,614人 |

### 人口の変遷
国勢調査による人口の推移。
| 年                 | 人口   |
| ------------------ | ------ |
| 1995年（平成7年）  | 13,838 |
| 2000年（平成12年） | 14,332 |
| 2005年（平成17年） | 14,924 |
| 2010年（平成22年） | 15,250 |
| 2015年（平成27年） | 15,175 |
| 2020年（令和2年）  | 15,746 |

### 世帯数の変遷
国勢調査による世帯数の推移。
| 年                 | 世帯数 |
| ------------------ | ------ |
| 1995年（平成7年）  | 5,702  |
| 2000年（平成12年） | 6,046  |
| 2005年（平成17年） | 6,581  |
| 2010年（平成22年） | 7,013  |
| 2015年（平成27年） | 7,057  |
| 2020年（令和2年）  | 7,717  |

## 学区
区立小・中学校に通う場合、学区は以下の通りとなる（2022年7月現在）。
| 丁目           | 番地                               | 小学校                 | 中学校                 |
| -------------- | ---------------------------------- | ---------------------- | ---------------------- |
| 富士見台一丁目 | 全域                               | 練馬区立南が丘小学校   | 練馬区立南が丘中学校   |
| 富士見台二丁目 | 全域                               | 練馬区立石神井東小学校 | 練馬区立南が丘中学校   |
| 富士見台三丁目 | 1～12番 23～36番 46～55番 57～59番 | 練馬区立石神井東小学校 | 練馬区立石神井東中学校 |
| 富士見台三丁目 | 13〜22番 37〜45番 56番 60〜63番    | 練馬区立富士見台小学校 | 練馬区立石神井東中学校 |
| 富士見台四丁目 | 全域                               | 練馬区立富士見台小学校 | 練馬区立石神井東中学校 |

## 産業

### 事業所
2021年（令和3年）現在の経済センサス調査による事業所数と従業員数は以下の通りである。
| 丁目           | 事業所数  | 従業員数 |
| -------------- | --------- | -------- |
| 富士見台一丁目 | 205事業所 | 1,256人  |
| 富士見台二丁目 | 171事業所 | 2,841人  |
| 富士見台三丁目 | 120事業所 | 1,320人  |
| 富士見台四丁目 | 102事業所 | 1,194人  |
| 計             | 598事業所 | 6,611人  |

#### 事業者数の変遷
経済センサスによる事業所数の推移。
| 年                 | 事業者数 |
| ------------------ | -------- |
| 2016年（平成28年） | 549      |
| 2021年（令和3年）  | 598      |

#### 従業員数の変遷
経済センサスによる従業員数の推移。
| 年                 | 従業員数 |
| ------------------ | -------- |
| 2016年（平成28年） | 5,267    |
| 2021年（令和3年）  | 6,611    |

### 農業
- なし[16]

### 工業
- 工場数：18（2003年（平成15年）12月現在「練馬区統計書平成17年版 工業統計調査」より）
- 従業者数：93人
  - 常用労働者：82人
  - 事業主・家族従業者：11人
- 製造品出荷額等：90,454（万円）
- 付加価値額：61,135（万円）

富士見台は工場数、従業者数、製造品等出荷額いずれも区内で最も少ない部類に入り、縮小傾向が続いている。
工場規模はほとんどが従業者数1人～9人の小工場である。

#### 商業
- 卸売業（2002年（平成14年）6月1日現在、「練馬区統計書平成17年版 商業統計調査」より）
  - 商店数：27
  - 従業者数：151人
  - 年間販売額：3232（百万円）
- 小売業
  - 商店数：109
  - 従業者数：415人
  - 年間販売額：4446（百万円）
- 売り場面積：3843m2

本町通り商店街、みのり商店街、富士見台商栄会、南ヶ丘商店街などの商店街がある。しかし、大型小売店の進出や、駅前の開発などにより、年々店を閉めるところが多くなってきた。たとえば小売店数は1999年（平成11年）と比べて13店減、従業者数は20人減、年間販売額は5億4200万円減、売り場面積は640m2減となっている。

## 交通

### 鉄道
| 隣接する街区の駅               |
| ------------------------------ |
| 西武池袋線 - 富士見台駅(SI 08) |

富士見台駅自体は隣接する貫井に設置されている

## 著名な出身者・在住者
- ちばてつや

## その他

### 日本郵便
- 郵便番号 : 177-0034[3]（集配局 : 石神井郵便局[17]）。